# Der Magier (Bruno Frank)

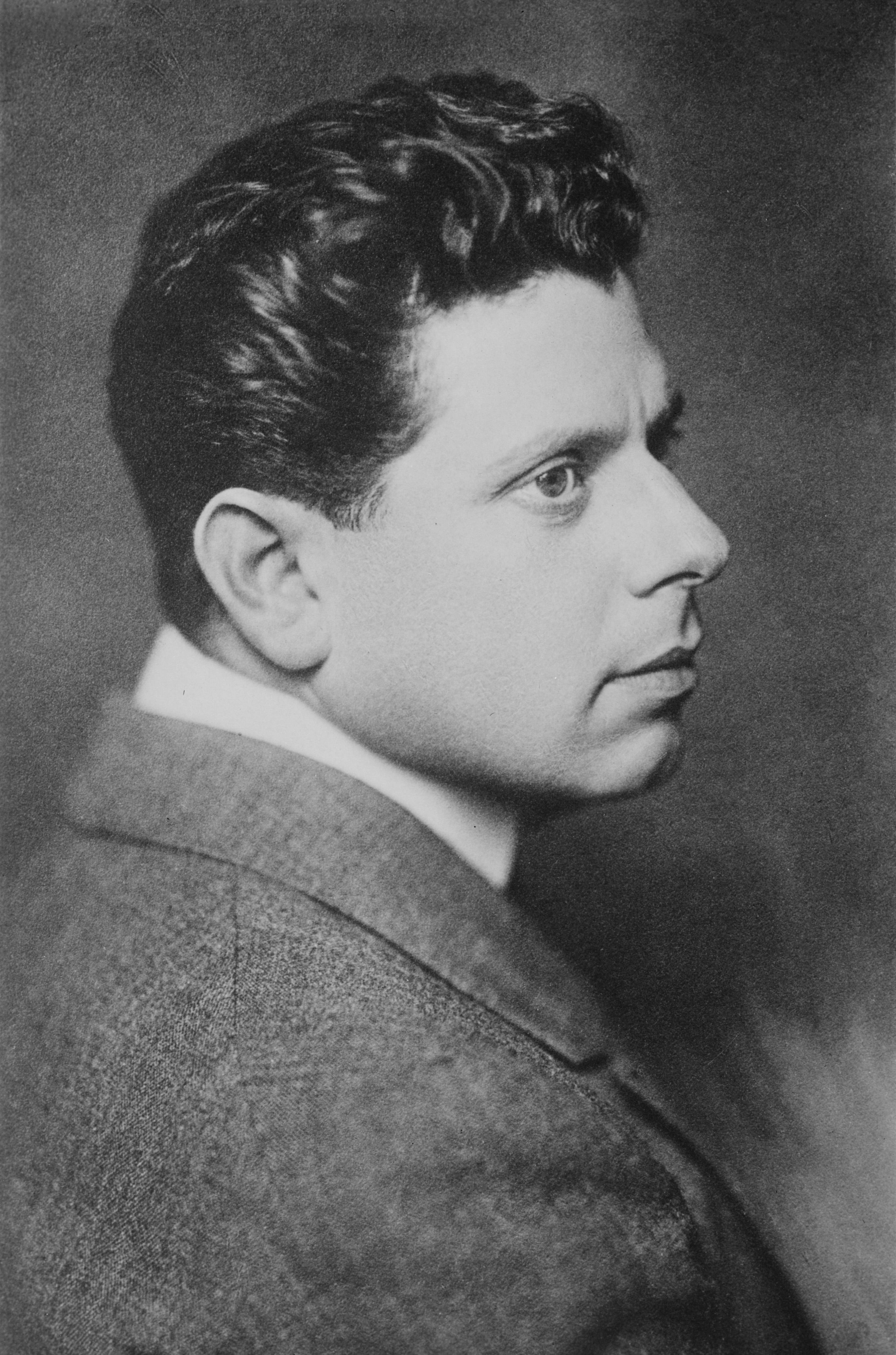
Max Reinhardt, 1911, Fotografie von Nicola Perscheid

Der Magier ist eine Erzählung von Bruno Frank. Sie wurde im Oktober 1929 in der Neuen Rundschau vorabgedruckt und erschien im November desselben Jahres in Buchform. Die Figur des Zauberers Meskart wurde als Hommage auf Max Reinhardt verstanden.

## Handlung
Der noch nicht ganz 50-jährige Zauberer Meskart erwirbt mit Hilfe seines Herrn Gabriel Eisenreich das Schloss Odenberg am Hang des Odenwalds. Hier residiert der hochberühmte Mime für zwei Sommermonate. Er vertreibt jährlich den frevelnden Reichen und dem sterbenden Adel mit Lope die Zeit.
Eisenreich aus Iglau ist kein Agent, sondern so etwas Ähnliches. Der Mähre verhilft dem Zauberer mit dem Coriolan, einem Strindberg, dem Timon und der Iphigenie zu Weltruhm. Auf Schloss Odenberg sind sich Meskart, Eisenreich, der eitle Komponist Tarb sowie die Prinzessin Anna einig: Der jahrelang erfolgreiche Lope wird abgesetzt. Die Phädra wird gespielt werden.
Nach einer dieser blendenden Bühnenaufführungen will Meskart nicht mehr. Er möchte die Lebensferne seiner Phädra-Inszenierung überwinden. Meskart spürt die innere Leere um sich her und ist des auserwählten Publikums überdrüssig. Eines Nachts – alle geladenen Gäste sind nach dem abschließenden Bankett längst nach Frankfurt an den Main abgereist – wird der Zauberer zufällig heimlicher Zeuge einer „Freßorgie“ zweier Bediensteter am nicht abgeräumten Buffettisch. Der Mann in der Dienerweste und das Dienstmädchen mit dem rötlichblonden Haar lieben sich nach dem Verzehr der Essensreste geräuschvoll im Dunkeln in einem der kostbaren Sessel. Meskart schleicht sich auf leisen Sohlen davon und ward nicht mehr gesehn.
In New Orleans tritt eine Negertruppe mit einem Stück auf, in dem John Brown von den Weißen hingerichtet wird. Meskart führt die schwarzen Schauspieler zum Erfolg mit einem weiteren Stück, in dem der Zauberer erst nach einer „Freßorgie aus dem afrikanischen Wald“  als Hausverwalter Mr. Greeleys die Bühne betritt. Die letzte Vorstellung des Erfolgsstück gibt der weiße Direktor Meskart im Hafen Savannah. Seine Schauspieler – vormals bettelarm – sind zu Geld gekommen. Der Zauberer will sich auf eine neue Kunstreise begeben. Wohin wird die Reise Meskart, der aus der Prager Vorstadt über Wien nach Berlin aufgestiegen war, führen?

## Rezeption
Äußerung nach dem Erscheinen
In der Literarischen Welt vom 10. Januar 1930 zweifelt Erik-Ernst Schwabach die Stimmigkeit des gelungenen Ausbruchsversuches des Magiers im letzten Drittel der Novelle an. Glaubhafter – so der Rezensent – wäre vielleicht ein Meskart, der in seinem Zauberreich gefangen geblieben gewesen wäre.
Neuere Äußerungen
Kirchner setzt sich in dem Kapitel „V. Der Magier oder: ein Denkmal für Max Reinhardt“ seiner Dissertation mit der Novelle auseinander. Gabriel Eisenreich erinnert Kirchner an Rudolf K. Kommer. Schloss Odenberg stehe für Schloss Leopoldskron und zugleich für das Stift Neuburg. Bezüglich des Novellentitels verweist Kirchner auf Meskarts Talent der Menschenführung. Zudem bringe Meskart eigene seelische Belastungen – wie zum Beispiel erfahrenes Leid – in die jeweilige Inszenierung ein.
In Bruno Franks zuvor publizierten Novellen – etwa in Tage des Königs oder auch in der Politischen Novelle – dominiere der Todestrieb des Protagonisten. Meskarts Flucht nach Amerika stellt Kirchner als lebensbejahenden Schritt – gleichsam als „Abkehr von der Dekadenz“ – hin. Bruno Frank schlösse also mit dem Magier sein Novellenschaffen der zwanziger Jahre sozusagen positiv ab. Auf der „Südstaatentournee“ gelänge dann Meskart das Gewollte. Gemeint sind der Neubeginn des Theatermannes, das Verquicken von Historie und Gegenwart auf der Bühne und sein Streiten aufseiten entrechteter Bevölkerungsgruppen. Abschließend weist Kirchner darauf hin, dass Max Reinhardt tatsächlich acht Jahre nach dem Erscheinen der Novelle gezwungen war, in die USA auszuwandern.

## Ausgaben

### Erstausgabe
- Der Magier. Ernst Rowohlt, Berlin 1929.

### Verwendete Ausgabe
- Der Magier. In: Tage des Königs und andere Erzählungen. Buchverlag Der Morgen, Berlin 1977, ohne ISBN, S. 255–306.

## Anmerkung
1. ↑  Erik-Ernst Schwabach hatte 1913 bis 1915 in Leipzig Die Weißen Blätter herausgegeben.